# Dactylochelifer balearicus
Dactylochelifer balearicus är en spindeldjursart som beskrevs av Beier 1961. Dactylochelifer balearicus ingår i släktet Dactylochelifer och familjen tvåögonklokrypare. Inga underarter finns listade i Catalogue of Life.